# Сорокин, Юрий Александрович
Ю́рий Алекса́ндрович Соро́кин (7 мая 1936 — 8 октября 2009) — советский и российский учёный-психолингвист и литератор. Доктор филологических наук, главный научный сотрудник сектора психолингвистики и теории коммуникации Института языкознания РАН.

## Биография
Доктор филологических наук, был главным научным сотрудником сектора психолингвистики и теории коммуникации Института языкознания РАН. Работал в секторе со дня его основания в 1976 году. Автор большого количества научных трудов по методологии психолингвистики. Он занимался также вопросами языкового сознания, этнопсихолингвистики, теории перевода, лингвопоэтики, теории текста, семиотики и другими смежными проблемами. Один из основоположников теории лакун.
Был членом редакционной коллегии всероссийского журнала «Вопросы психолингвистики», а также соредактором ряда других журналов и изданий (включая электронные) в области психолингвистики, принимал участие во многих научных мероприятиях, инициированных российскими вузами (включая региональные) в сфере психолингвистики, прикладной лингвистики и теории коммуникации.
Лауреат премии Президента Российской Федерации в области образования (в составе группы авторов «Ассоциативного русского словаря» под редакцией Ю. Н. Караулова).
Среди его учеников — Марковина И. Ю., Белянин В. П., Клюканов И. Э., Валуйцева И. И., Кулешова-Думер О. Д., Бобрышева И. Е., Привалова И. В. и многие другие.
Владел китайским языком, переводил китайскую поэзию. Опубликовал также две книги стихов и публицистических заметок (1996 и 2008) под псевдонимом Глеб Арсеньев. Печатался в журналах «Арион», «Воздух», Антологии русского верлибра.

## Научные направления
В ранних психолингвистических исследованиях (Взаимодействие реципиента и текста: теория и практика. — М., 1978 ; Психолингвистические аспекты изучения текста. — М., 1985 и др.) Ю. А. Сорокин занимался рассмотрением проблемы взаимодействия реципиента и текста: теоретические проблемы психологии читателя, вопросы методики выявления ценностных ориентаций реципиентов, библиопсихологический подход к научно-популярной литературе и переводу, национально-культурная специфика пропаганды и т. д.
Кроме того, его интересовали темы: текст и его функционирование в лингвокультурной общности, проблемы речевого и неречевого общения: массовая коммуникация; стереотипы, штампы, клише; радио — и телепередача как диалог; мотивированность знака в некоторых семантических системах; психолингвистические особенности восприятия текста естествонаучного и гуманитарного профиля; учебный текст; художественный текст; книга как семантический объект.
Самыми достоверными знаниями считал эмпирические, поэтому сам занимался экспериментальными исследованиями и приобщал к этому своих учеников, поддерживая и поощряя их практические исследования, в том числе в виде публикаций. Одна из них — коллективная монография " Этнопсихолингвистика " (М., 1988), рассматривавшая различия и совпадения в вербальном и невербальном поведении носителей тех или иных языков в рамках триады «этнос — язык — культура». В данной работе диапазон интересов Ю. А. Сорокина значительно расширен: затрагивается проблема лакун и их компенсация, рассматриваются символика китайского театра, способы изображения человека в китайской художественной литературе, а также речевой этикет англичан, «цветная картина мира» финнов, способы речевого взаимодействия японцев, средства, с помощью которых люди, живущие в различных странах земного шара, высказывают друг другу неодобрение. Данную монографию учёный считал продолжением предыдущих исследований и публикаций по проблеме национально-культурной специфики речевого поведения (М., 1977) и национально-культурной специфике речевого общения народов СССР (М., 1982).
Учёный разрабатывал также проблематику перевода, одна из его работ — «Переводоведение: Статус переводчика и психогерменевтические процедуры», (М., 2003), в которую включены материалы лекционного курса Ю. А. Сорокина, являющегося четвёртой лекционной дисциплиной в рамках специализации «Теория и практика межкультурной коммуникации». В курсе отражены базовые представления автора о том, что является универсальным и культурно-специфичным в тексте, каков должен быть инструментарий, который помогает анализировать национально культурную специфику текста, видеть зоны сгущения культурных смыслов, объяснять причины переводческих неудач и определять пути решения переводческих проблем.
Филолог с философским типом мышления, Ю. А. Сорокин высоко профессионально владел научным стилем речи, формируя терминологический аппарат и формулируя основные этнопсихолингвистические принципы исследования культурных констант. Учёный ввел в этнопсихолингвистику термин лакуна, определив его как вербальные и невербальные элементы чужой культуры, вызывающие неприятие, несогласие, непонимание, недооценку, определил исходные условия процесса лакунизации. Ю. А. Сорокину принадлежит выделение основных принципов изучения соматикона как фрагмента образа мира носителя той или иной лингвистической культуры, обоснование исследования так называемых соматологических карт, выделение особого направления в этнопсихолингвистике — колористической стилистики и многое другое (См. представление его психолингвистических позиций также в: Пищальникова В. А. История и теория психолингвистики. Ч. 2. Этнопсихолингвистика. — М.: МГЛУ, 2007. — 227 с.).

### Основные работы
Книги
- Сорокин Ю. А. Переводоведение: Статус переводчика и психогерменевтические процедуры. — М.: ИТДГК «Гнозис», 2003. — 160 с.
- Сорокин Ю. А. Этническая конфликтология. — Самара: Русский лицей, 1994. — 94 с.
- Сорокин Ю. А. Почему живут и умирают книги? Библиопсихологические и этнокультурологические сюжеты. — М.: Педагогика, 1991. — 159 с.
- Сорокин Ю. А. Психолингвистические аспекты изучения текста. — М.: Наука, 1985. — 168 с.

Статьи
- Сорокин Ю. А. Поэзия Ван Вэя (701—761) и чань-буддизм // Философские вопросы буддизма / отв. ред. В. В. Мантатов. — Новосибирск: Наука, 1984. — С. 102—113. — 128 с.
- Сорокин Ю. А. Текст: цельность, связность, эмотивность // Аспекты общей и частной лингвистической теории текста. — М., 1982, с. 61 — 73.
- Сорокин Ю. А. Смысловое восприятие текста и библиопсихология // Теоретические и прикладные проблемы речевого общения. — М.: Наука, 1979. — 327 с.
- Сорокин Ю. А. Книга как семантический объект // Психолингвистические проблемы общения и обучения языку. — М., 1978 а, с. 140 −146.
- Сорокин Ю. А. Взаимодействие реципиента и текста: теория и практика // Функционирование текста в лингвокультурной общности. М., 1978 b, с. 67 — 102.
- Сорокин Ю. А. Сознание и модусы его существования: китайская лингвокультурная общность в 1966—1976 гг. // Психолингвистические проблемы восприятия и оценки текста Психолингвистические проблемы общения и обучения языку. — М., 1978, с.140-146.
- Сорокин Ю. А. Лакуны: ещё один ракурс рассмотрения // Лакуны в языке и речи: Сборник научных трудов / Под ред. проф. Ю. А. Сорокина, проф. Г. В. Быковой. — Благовещенск: Изд-во БГПУ, 2003. — 257 с.
- Сорокин Ю. А. ПЕРЕВОДОВЕДЧЕСКИЙ ТРИПТИХ // Проблемы прикладной лингвистики — 2001. Сборник статей / Отв. ред. А. И. Новиков. — М.: «Азбуковник», 2001. — C. 261—276.

В соавторстве
- Романов А. А., Сорокин Ю. А. Вербо- и психосоматика: две карты человеческого тела. — М.: ИЯ РАН, 2008. — 172 с.
- Жданова В., Щеголев Ю .А., Сорокин Ю. А. Русские и русскость (лингвокультурологические этюды). — М.: Гнозис, 2006. — 335 с.
- Журавлёв И. В., Никитина Е. С., Сорокин Ю. А., Реут Д. В., Тхостов А. Ш. Психосемиотика телесности / под общ. ред. и с предисл. И. В. Журавлёва и Е. С. Никитиной. — М.: КомКнига, 2005. — 152 с.
- Романов А. А., Сорокин Ю. А. Соматикон: аспекты невербальной семиотики. — М.: ИЯ РАН, 2004. — 253 с.
- Шаховский В. И., Сорокин Ю. А., Томашева И. В. Текст и его когнитивно-эмотивные метаморфозы. — Волгоград: «Перемена», 1998. — 149 с.
- Сорокин Ю. А., Бобрышева И. Е. Когнитивная структура китайского этнотипа и её роль в обучении русскому языку как иностранному // Китайское языкознание: Изолирующие языки / РАН: Ин — т языкознания / под ред. В. М. Солнцева. — М., 1998. — 265 с.
- Пищальникова В. А., Сорокин Ю. А., Введение в психопоэтику. Барнаул: Изд-во Алт. гос. ун — та, 1993. — 211 c.
- Сорокин Ю. А., Марковина И. Ю. Национально-культурная специфика художественного текста. — М.: Наука, 1989. — 87 с.
- Сорокин Ю. А., Марковина И. Ю., Крюков А. Н. и др. Этнопсихолингвистика / под ред. Ю. А. Сорокина. — М.: Наука, 1988, — 192 с.
- Белянин В. П., Сорокин Ю. А. Оценка художественного текста с учётом мены анхистонимов. // Современные методы исследования средств массовой коммуникации. — Таллин: Периодика, 1983, с.216-218.
- Сорокин Ю. А., Белянин В. П. Некоторые психолингвистические признаки научного и научно-популярного текста // Вопросы анализа специального текста. — Уфа: Наука, 1983. С.63 — 67.

Электронные публикации
- Сорокин Ю. А. Евразийство и его постулаты: возможные коррективы